# Junior Mance

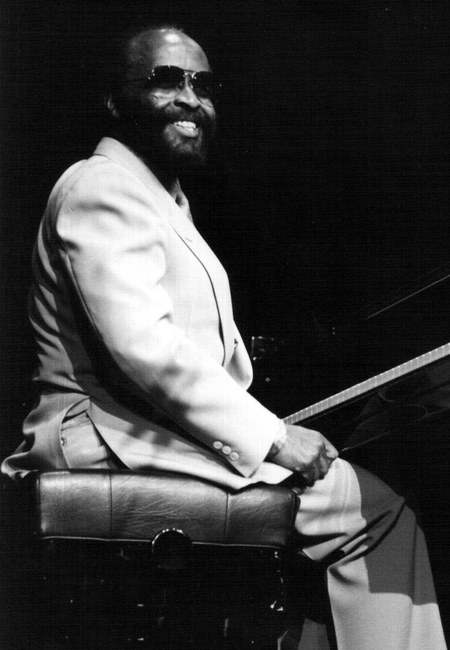
Junior Mance im Jahr 1980

Junior Mance (eigentlich Julian Clifford Mance Jr., * 10. Oktober 1928 in Chicago; † 17. Januar 2021 in New York City) war ein US-amerikanischer Jazzpianist und -Komponist.

## Lebe und Wirken
Schon als Kind wurde Junior Mance von seinem Vater, einem Stride- und Boogie-Woogie-Pianisten, unterrichtet. Während seiner Schulzeit begann er professionell zu spielen. Er verbrachte zwei Jahre am Roosevelt College in Chicago, verließ es 1947, um in Gene Ammons’ Band zu spielen, wo seine musikalische Karriere begann. Mance spielte in Ammons' Band bis 1949. Außerdem arbeitete er ein Jahr mit Lester Young (1948/49), um dann wieder bei Ammons zu spielen, bevor er 1951 in die U.S. Army eingezogen wurde. Er spielte in der 36th Army Band in Fort Knox, Kentucky, wo er mit Julian „Cannonball“ Adderley, Nat Adderley, und Curtis Fuller Dienst hatte.
Nach der Entlassung aus der Army im Jahr 1953, arbeitete Mance als Sideman mit Musikern wie Dinah Washington (1954/55), Cannonball Adderley, und Dizzy Gillespie (1958/59), bevor er 1961 sein eigenes Trio bildete, bestehend aus Larry Gales (Bass) und Ben Riley (Schlagzeug). Ihr Village-Vanguard-Auftritt wurde von Riverside Records mitgeschnitten. 1964 spielte er im Trio mit dem Bassisten Ron Carter und dem Schlagzeuger Mickey Roker. Mit seiner Combo begleitete er auch Billie Poole. Auf dem Montreux Jazz Festival 1970 präsentierte er sich mit seinem Trio, begleitete aber in weiteren Konzerten zudem Dexter Gordon und Gerry Mulligan. Insgesamt hat Mance über dreißig Alben für Jazzlabel wie Verve, Jazzland, Riverside, Capitol, Atlantic, Milestone, Polydor, Inner City, JSP, Nilva, Sackville, Bee Hive und andere aufgenommen.
Seit 1988 war Junior Mance Mitglied der Fakultät des  Jazz and Contemporary Music Program bei der New School University in New York City.
Im Jahr 1997 wurde Junior Mance in die International Jazz Hall of Fame aufgenommen.
Mance starb am 17. Januar 2021 in seinem Zuhause im New Yorker Stadtteil Manhattan im Alter von 92 Jahren an den Folgen einer Hirnblutung infolge eines Sturzes im Monat zuvor.

## Auswahldiskographie
- 1961 – Live at the Village Vanguard  (Riverside)
- 1973 – The Junior Mance Touch (Polydor)
- 1980 – Smokey Blues  (JSP)
- 1985 – Dexter Gordon with Junior Mance: At Montreux (Prestige 1985, mit Martin Rivera, Oliver Jackson)
- 1994 – Softly as in the Morning Sunrise  (Enja)
- 1995 – Floating Jazz Festival Trio  (Chiaroscuro) mit Benny Golson
- 1996 – Live at the 1996 Floating Jazz Festival - The Music of Duke Ellington (Chiaroscuro)
- 2000 – Mance (Chiaroscuro), mit Lou Donaldson, Arturo Sandoval, Etta Jones
- 2003 – Junior Mance / Joe Temperley: Music of Thelonious Monk (Chiaroscuro)
- 2008 – Blue Minor, mit Houston Person, Hideaki Tanaka, Jackie Williams